# Ferrocarriles Mediterráneos
Ferrocarriles Mediterráneos S.A. (FeMed) fue una Cooperativa integrada por Extrabajadores de Ferrocarriles Argentinos que operaba parte del Ferrocarril General Bartolomé Mitre (Trocha 1.676 mm) prestando servicios locales de pasajeros entre la ciudad de Córdoba y Villa María, entre los años 1997 y 2003.

## Historia
Como parte de un Plan Nacional de Privatización Ferroviaria, realizado bajo la Presidencia de Carlos Menem, se le otorgó una concesión para operar el servicio de pasajeros al Gobierno de la Provincia de Córdoba en 1992 y luego se le fue transferida a FeMed en enero de 1997.
Durante los primeros meses de existencia, Mediterráneos S.A se centró en la Reparación General y Repintado de Locomotoras y coches de pasajeros, además la empresa recibió algunas Locomotoras ALCO RSD-16, GAIA, y GM EMD GT-22CW para operar dichos servicios.
Aunque los planes incluían operar trenes a Retiro, Villa María, Alta Gracia y Río Cuarto, por restricciones tramitarias la empresa solo pudo operar un servicio diario conectando Córdoba y Villa María.
A fines de 2003 el Gobierno de Córdoba revocó la concesión otorgada a FeMed y la empresa privada Ferrocentral se hizo cargo del servicio, comenzando a operar trenes a Villa María en agosto de 2004, para luego agregar servicios a Retiro en abril del 2005.